# Corvinus
Corvinus (lateinischen Ursprungs) ist der lateinische oder latinisierte Familienname folgender Personen:

## Geschlechtername
- Marcus Valerius Maximus Corvinus, römischer Konsul 312 v. Chr. und 289 v. Chr.
- Marcus Valerius Messalla Corvinus (64 v. Chr.–8 n. Chr.), römischer General, Autor und Mäzen
- Marcus Valerius Messalla Corvinus (Konsul 58), Konsul im Jahr 58 n. Chr.
- Marcus Valerius Messalla Messallinus Corvinus, römischer Senator und Konsul (3 v. Chr.)
- Titus Statilius Taurus Corvinus römischer Konsul 45 n. Chr.

## Familienname
- Andreas Corvinus (1589–1648), Professor an der Universität Leipzig
- Anton Corvinus (1501–1553), lutherischer Theologe
- Laurentius Corvinus (Lorenz Rabe, 1465–1527), Schlesischer Gelehrter, Bekannter von Copernicus
- Gottlieb Siegmund Corvinus (1677–1747), deutscher Jurist und Schriftsteller
- Gudrun Corvinus (1931–2006), deutsche Prähistorikerin, Geologin und Paläontologin
- Johann Corvinus ( János Corvin; Jánoš Korvín; Ivaniš Korvin; 1473–1504), Graf von Hunyadi, Ban von Kroatien und Slawonien sowie Herzog von Slawonien, Troppau, Leobschütz, Glogau und Liptau
- Johann Corvinus (Pfarrer) (Johannes Corvinus; Johannes Corvin; Johann Rabe und Johannes Raabe; 1600–1657), deutscher evangelischer Theologe, Pfarrer in Höfgen bei Grimma
- Johann Arnold Corvinus († 1650), niederländischer reformierter Theologe
- Johann August Corvinus (1683–1738), deutscher Kupferstecher
- Johannes Corvinus (Johannes Rabe; 1583–1646), deutscher lutherischer Theologe in Stralsund und Danzig
- Matthias Corvinus (1443–1490), König von Ungarn und Böhmen

## Pseudonym
- Jakob Corvinus, Pseudonym von Wilhelm Raabe (1831–1910), deutscher Schriftsteller

## Weiteres
- Corvin
- Corvinusbecher, ein Prunkbecher aus dem 15. Jahrhundert
- Matthias-Corvinus-Ehrenzeichen, 1930 durch den ungarischen Reichsverweser und Staatsoberhaupt Miklós Horthy gestiftet und für Verdienste um Wissenschaft, Literatur und Kunst verliehen
- Corvinuskirche, nach dem lutherischen Theologen Anton Corvinus (1501–1553) benannte Kirchenbauwerke
- Corvinus-Preis, Preis des Budapester Europainstitutes
- Corvinus Presse
- Corvinus-Universität Budapest
- Österreichisch-Ungarischer Corvinus-Kreis, eine Plattform zur Völkerverständigung